# اوکی کامپیوتر
اوکی کامپیوتر (به انگلیسی: OK Computer) سومین آلبوم استودیویی گروه راک انگلیسی ریدیوهد است که در ۲۱ مهٔ ۱۹۹۷ منتشر شد. ریدیوهد این آلبوم را در روستاهای آکسفوردشایر و باث به همراه نایجل گادرک تهیه‌کننده گروه، ضبط کرد. با اینکه بیشتر آلبوم پر از نوای گیتار الکتریک است اما صدای نامتعارف و جدید این آلبوم و تأثیری که بر موسیقی آینده گذاشت، اوکی کامپیوتر را از دیگر آلبوم‌های آلترنتیو راک و بریت پاپ جدا می‌کند. این آلبوم زمینه را برای کارهای آزمایشی گروه در آینده فراهم کرد. با اینکه ریدیوهد اوکی کامپیوتر را آلبومی مفهومی نمی‌داند اما ترانه‌ها و مضامین درون آلبوم مانند مصرف‌گرایی، شکست در روابط انسانی، آزادی و… باعث شده که این آلبوم در رده آلبوم‌های مفهوم‌گرا قرار بگیرد.
اوکی کامپیوتر در زمان انتشارش در بریتانیا توانست به صدر جدول پرفروش‌ها برسد و در آمریکا نیز با قرار گرفتن در رتبه بیست و یکم چارت بیلبورد، رکورد گروه را بشکند. آلبوم باعث شهرت بیش از پیش گروه شد و به فروش بی‌سابقه‌ای رسید. اوکی کامپیوتر همچنین نقدهای مثبتی از جانب منتقدان دریافت کرد و به عنوان یکی از بهترین آلبوم‌های تاریخ شناخته می‌شود. برخی نشریه‌ها مانند ان‌ام‌ای، ملودی میکر، اسپین، آلترنتیو پرس، پیچفورک مدیا و تایم نام این آلبوم را در لیست بهترین آلبوم‌های دههٔ ۱۹۹۰ میلادی و برترین آلبوم‌های تمام دوران قرار داده‌اند. در سال ۲۰۰۳ اوکی کامپیوتر از سوی نشریه‌های کلاسیک/راک و در رده‌بندی ۳۰ آلبوم مفهوم‌گرای برتر تمامی دوران، رتبه هفدهم را به خود اختصاص داد.

## لیست آهنگ‌ها
تمامی آهنگ‌ها توسط تام یورک، جانی گرینوود، اد اوبراین، کالین گرینوود و فیل سلوی نوشته شده است.
1. "Airbag"
2. «Paranoid Android»
3. «Subterranean Homesick Alien»
4. «Exit Music (For a Film)»
5. «Let Down»
6. «Karma Police»
7. «Fitter Happier»
8. "Electioneering"
9. «Climbing Up the Walls»
10. «No Surprises»
11. "Lucky"
12. «The Tourist»

## نوازنده‌ها

### ریدیوهد
- تام یورک - وکال، گیتار، پیانو
- جانی گرینوود - گیتار، سینتی‌سایزر
- اد اوبراین - گیتار، صدای پشت
- کالین گرینوود - گیتار بیس
- فیل سلوی - درام

### دیگران
- نایجل گادرک - تهیه‌کننده، مهندس صدا
- جیم وارن - تهیه‌کننده، مهندس صدا
- کریس بلر - مهندس صدا
- استنلی داونوود - طراح

## لیست‌ها
| چارت (۱۹۹۷)                   | رتبه |
| ----------------------------- | ---- |
| جدول موسیقی آلبوم‌های بریتانیا | ۱    |
| بیلبورد ۲۰۰                   | ۲۱   |
| کانادا                        | ۳    |
| فرانسه                        | ۳    |